# Bortelid
Bortelid er et af tre skicentre i Åseral kommune i Agder fylke i Norge, og et af de sydligste vintersportsområder i Norge, 100 km fra Kristiansand. De bjergrige områder i Bortelid er en del af Setesdalsheiene. Tidligere var Bortelid en afsidesliggende dal, der til en vis grad blev brugt til sæterdrift.

## Vinterturisme
I dag har Bortelid mange faciliteter i forbindelse med turisme. I Bortelid er over 1000 hytter og lejligheder, Bortelidseter Hotell og skicenter med familie bakker og flere skilifts , skiskydningsarena og langrendsløyper. Til Bortelid går dagligt bus og skibus om lørdagen i vinterhalvåret.

## Sommerturisme
Bortelid bruges om sommeren til aktiviteter som bjergvandring, fiskeri, svømning, kanopadling og mountainbike cykling.